# Textrobot
En textrobot är typ av bot som producerar text. Den kan antingen bearbeta text och data och därefter producera texter enligt programmering  exempelvis för journalistiska ändamål eller – under benämningen chattbot eller virtuell assistent – delta i textbaserade "samtal". Den använder språkteknologi för att besvara frågor ställda med naturligt språk (natural language questions) eller utföra uppdrag.

## Typer
Den första chattboten, Eliza, skapades 1966 av Joseph Weizenbaum, professor på Massachusetts Institute of Technology. Eliza konstruerades för att skapa en likhet med en psykologs beteende, och den arbetade utifrån en databas med svar och motfrågor. Sedan 1960-talet har chattbotar blivit alltmer avancerade och allt bättre på att interagera med människor.
År 2022 lanserades företaget OpenAI:s textrobot ChatGPT. Den har på kort tid fått flera miljoner användare, som kan använda roboten till att producera texter för olika ändamål. Inom utbildningsvärlden finns farhågor om att ChatGPT kommer att ge olämplig assistans till studenters hemtentor och andra uppsatsproduktioner. Något som fått till resultat att OpenAI funderar på att vattenmärka text som genereras av deras robot för att skolor lättare ska kunna upptäcka texter som kan vara fuskförsök.
ChatGPT har senare fått konkurrens av en rad andra liknande robotar så som Google Bard, Nya Bing FreedomGPT, Le Chat och Deepseek varav de tre senare sista skiljer sig från de andra genom att de utvecklats med öppen källkod. Alla de här textrobotarna inklusive ChatGPT är gratis att använda, men det är det enbart Le Chat, Nya Bing och FreedomGPT som kan användas utan registrering. Nya Bing har en app som måste laddas ned om man vill använda den utan att registrera sig men appen har begränsningar som försvinner om man registrerar. FreedomGPT finns både som app till Windows och Mac-datorer och som vanlig webbapplikation men det rekommenderas ändå på FreedomGPT-hemsidan att man laddar ned deras app för en mer privat upplevelse då det skulle garantera att allt som skrivs i textprompten stannar på användarens dator lokalt och inte riskerar att läcka ifall någon server exempelvis skulle utsättas för en cyberattack.